# Lemi
Lemi (Zweeds: Klemis) is een gemeente in de Finse provincie Zuid-Finland en in de Finse regio Zuid-Karelië. De gemeente heeft een landoppervlakte van 217,96 km² en telt 2.886 inwoners (2022).
In 2018 werd het plaatsje verkozen tot "metal hoofdstad van de wereld", vanwege de vele metalbands zoals Stam1na die hun oorsprong vinden in Lemi.